# Joshua Yong
Joshua Yong (Bandar Seri Begawan, 24 de julho de 2001) é um nadador australiano.

## Início da vida
Yong nasceu em Bandar Seri Begawan, capital de Brunei, em 24 de julho de 2001. Até os 11 anos, ele estudou durante a maior parte do seu primeiro ano nesta pequena nação na ilha de Bornéu. Ele não teve a chance de trabalhar mais duro em alguns conjuntos até que as férias escolares chegaram. Em 2 de outubro de 2011, ele competiu nos eventos Boys 10 & Under 100 LC Meter, Boys 10 & Under 100 LC Meter Backstroke e Boys 10 & Under 100 LC Meter Freestyle no campeonato de natação de velocidade de Brunei de 100 metros em nome de sua escola, Jerudong International School.
Ele passou um tempo em Melbourne durante todo o verão e, mais tarde, mudou-se para Perth para seguir sua carreira de natação. Enquanto estava em Melbourne, ele ao lado de seu irmão mais novo, Jayden, treinou com o Casey TigerSharks durante as férias de verão, junto com sua família. "Comecei a aprender a nadar quando tinha cerca de três anos de idade e simplesmente adorei", disse ele.
Ele migrou para a Sunshine Coast em 2021 e se juntou ao clube de natação USC Spartans, seguindo seu treinador, antes de retornar a Perth em 2022. Ele começou a nadar competitivamente aos oito anos, tendo aprendido a nadar aos três. Sua carreira decolou quando ele se mudou para Perth para treinar no West Coast Swimming Club com Mick Palfrey. Na University of Western Australia (UWA) em Perth, ele estuda engenharia. Com o apoio do Student Athlete Development Program, ele está buscando estudos de pós-graduação após obter um Bacharelado em Ciências pela UWA. Joshua descreve seu trabalho como "ajudar atletas a equilibrar esporte e estudo".

## Carreira
No Campeonato Mundial Júnior de 2019 em Budapeste, Yong participou dos revezamentos medley masculino e misto, bem como de todos os três eventos de nado peito, marcando sua primeira competição internacional como australiano. Depois disso, ele competiu em seus primeiros Jogos da Commonwealth em Birmingham, onde avançou para as semifinais de 50 e 100 metros peito. Depois de cortar 0,16 de seu melhor tempo pessoal anterior de 59,99 na competição, ele começou em 28,51 e terminou em 31,32, empatando com Daniel Cave no sétimo melhor desempenho australiano da história.
Yong se juntou a Matthew Temple, Isaac Cooper, Kyle Chalmers e outros no campeonato mundial de piscina curta de 2022 para ganhar o ouro no revezamento medley 4x100 metros e estabelecer um recorde mundial de 3:18.98. Em 2023, ele ganhou medalhas de prata nos eventos de 50 e 100 metros peito na Austrália. Ele ganhou o bronze nos 200 metros peito no Gold Coast Australian Age e MC Age Championships em 2024, atrás apenas da estrela japonesa visitante Ippei Watanabe e Zac Stubblety-Cook com um tempo de 2:07.62, três segundos mais rápido do que seu melhor anterior.
Então Yong quebrou a abordagem tradicional durante as seletivas olímpicas de natação da Austrália de 2024 em Brisbane, primeiro nadando os 200 metros peito em 2:07.40 a 2:08.08 segundos atrás do atual campeão olímpico Zac Stubblety-Cook, e depois ficando em segundo lugar para Sam Williamson nos 100 metros peito. Com um melhor tempo pessoal de 59.48, ele quase perdeu o padrão de qualificação olímpica por meros 0,01 segundos.
Nas Olimpíadas de Verão de 2024 em Paris, Yong competiu em vários eventos. Nos 100 metros peito masculino, ele terminou em 12º lugar. Ele ficou em 8º lugar nos 200 metros peito masculino. Ele nadou nas preliminares e finais do revezamento medley 4 x 100 metros masculino, que infelizmente não rendeu medalhas. No entanto, sua equipe garantiu o 3º lugar no revezamento medley misto 4 x 100 metros, o que lhe rendeu um bronze e sua primeira medalha olímpica de sua carreira.